# So Real: Songs from Jeff Buckley
So Real: Songs from Jeff Buckley kompilacijski je album američkog glazbenika Jeffa Buckleya, koji izlazi u svibnju 2007.g. Kompilacija je zauzela broj jedan na irskoj Top listi i dvadeset šesto na australskoj.

## Popis pjesama
1. "Last Goodbye" (Grace) - 4:36
2. "Lover, You Should've Come Over" (Grace) - 6:42
3. "Forget Her" (Grace Legacy Edition) - 5:10
4. "Eternal Life" (Road Version)  (Grace Legacy Edition) - 4:47
5. "Dream Brother" (Alternate Take)  (Grace Legacy Edition) - 4:54
6. "The Sky Is a Landfill" (Sketches) - 5:05
7. "Everybody Here Wants You"  (Sketches) - 4:45
8. "So Real" (Acoustic in Japan)1 - 4:22
9. "Mojo Pin" (Live at Sin-é) - 5:19
10. "Vancouver"  (Sketches) - 3:10
11. "Je n'en connais pas la fin" (Live at Sin-é) - 4:57
12. "Grace" (Grace) - 5:22
13. "Hallelujah"  (Grace) - 6:55
14. "I Know It's Over" (Live)2 - 6:28

1 Verzija albuma koja sadrži samo prethodne promotivne singlove
2 Prethodno neobjavljene skladbeuživo izvedba "I Know It's Over" od sastava "The Smiths'" s albuma iz 1986. The Queen Is Dead, snimljena u "Sony Studios" u New York, travanj, 1995.

## Top lista
| Top lista (2007.)     | Mjesto |
| --------------------- | ------ |
| Irish Album Chart     | 1      |
| iTunes Ireland        | 1      |
| iTunes Australia      | 3      |
| UK Album Chart        | 16     |
| Australia Album Chart | 26     |
| Italy Album Chart     | 78     |

## Vanjske poveznice
- Objava albuma  Arhivirana inačica izvorne stranice od 3. srpnja 2007. (Wayback Machine)
- discogs.com - Jeff Buckley - So Real: Songs From Jeff Buckley